# Ередија (провинција)
Ередија (шп. Provincia de Heredia) је једна од седам провинција Костарике. Администативно средиште је град Ередија. Површина провинције је 2.656 км², на којој живи према подацима из 2010. године 449.257 становника. Ередија је смештена у средишњем и северном делу земље, и подељена је на 10 кантона.